# Koniin
Koniin, (2S)-2-propylpiperidin, C8H17N, är en giftig alkaloid som bland annat finns i odört där dess närvaro har varit en källa till betydande ekonomiskt, medicinskt och historiskt-kulturellt intresse. Koniin produceras också av den gula kannaväxten (Sarracenia flava) och dårpersilja (Aethusa cynapium). Dess intag och långvarig exponering är giftiga för människor och alla klasser av boskap. Dess förgiftningsmekanism innebär störningar av det centrala nervsystemet, med dödsfall orsakad av andningsförlamning. 
Biosyntesen av koniin innehåller som sitt näst sista steg den icke-enzymatiska cykliseringen av 5-oxooktylamin till y-konicein, en Schiff-bas som skiljer sig från koniin endast genom dess kol-kväve-dubbelbindning i ringen. Denna väg resulterar i naturlig koniin som är en blandning – ett racemat – som består av två enantiomerer, stereoisomererna (S)-(+)-koniin och (R)-(−)-koniin, beroende på riktningen som kedjan som grenar från ringen tar. Båda enantiomererna är toxiska, varvid (R)-enantiomeren är den mer biologiskt aktiva och toxiska av de två i allmänhet. Koniin har en plats i organisk kemis historia som den första av den viktiga klassen av alkaloider som syntetiserades, av Albert Ladenburg 1886, och den har syntetiserats i laboratoriet på ett antal unika sätt fram till modern tid.
Odörtsförgiftning har varit ett periodiskt mänskligt problem, ett regelbundet veterinärproblem och har haft betydande förekomst i mänsklig historia och kulturhistoria. Anmärkningsvärt är att 399 f.Kr., dömdes Sokrates till döden genom att dricka ur en giftbägare med dryck innehållande odört.

## Naturlig förekomst

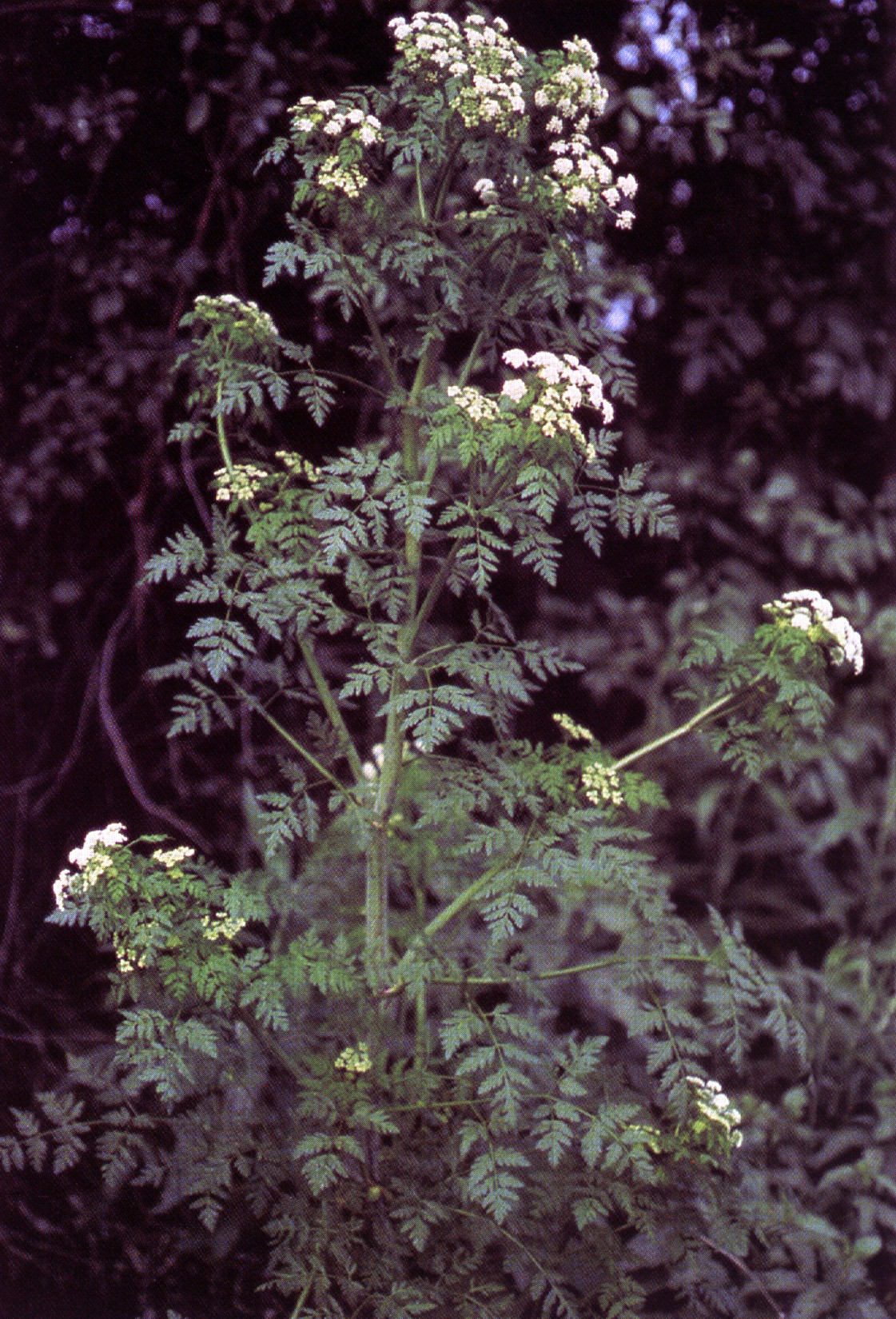

Odört (Conium maculatum) innehåller mycket giftiga mängder koniin. Dess närvaro på jordbruksmark är ett problem för boskapsuppfödare eftersom djur kommer att äta det om de inte är väl utfodrade eller om odörten blandas med betesgräs. Koniinen finns i odört som en blandning av R-(−)- och S-(+)-enantiomererna.

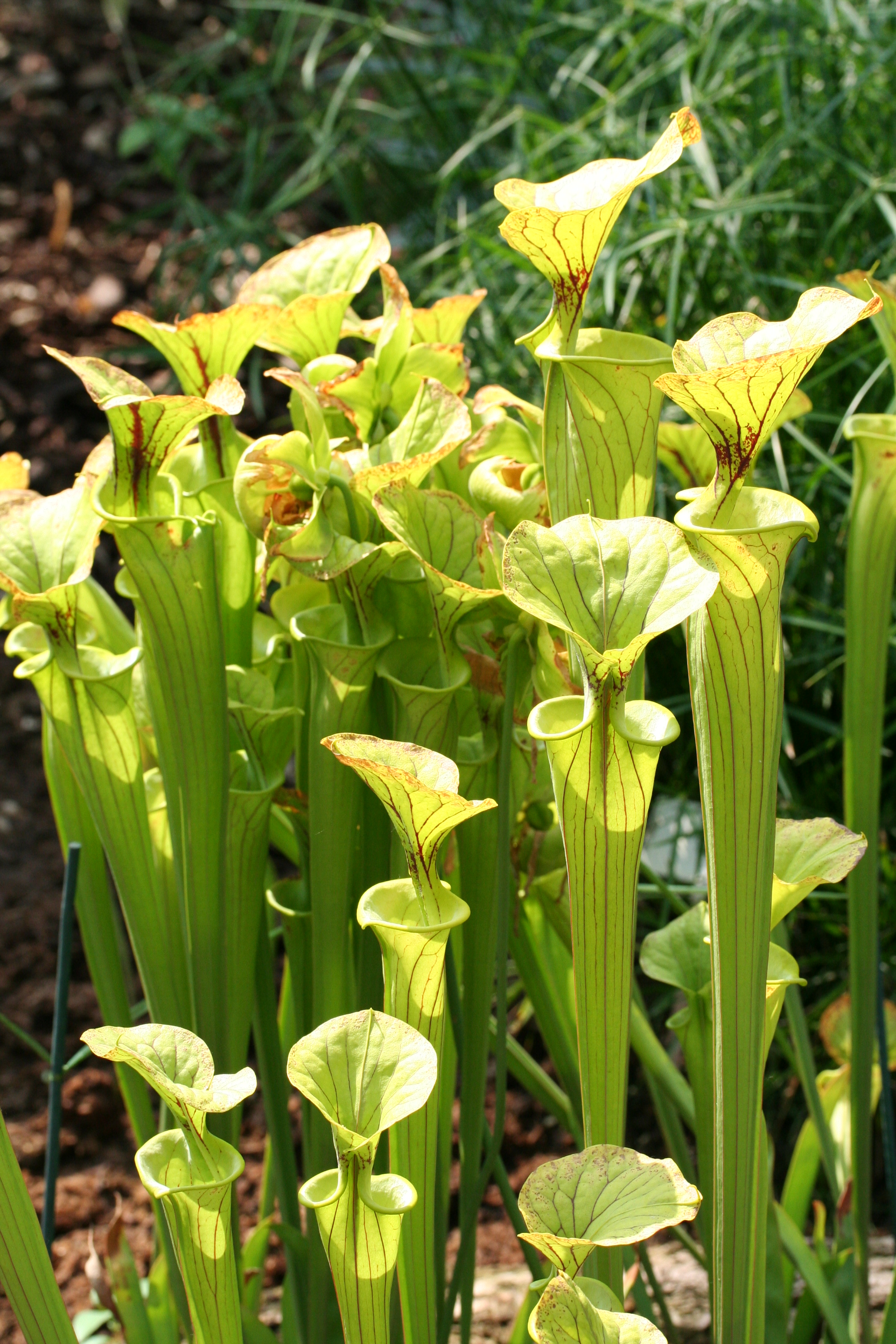
Gul kanna

Koniin finns också i Sarracenia flava, den gula kannaväxten. Den är en köttätande växt som är endemisk i sydöstra USA. Växten använder en blandning av socker och koniin för att samtidigt attrahera och förgifta insekter, som sedan faller in i ett matsmältningsrör. Koniin finns också i Aethusa cynapium, allmänt känd som dårpersilja.

## Kemiska egenskaper
(+/–)-koniin isolerades första gången av Giesecke, men formeln föreslogs av Blyth och fastställdes definitivt av Hofmann.
D-(S)-koniin har sedan dess bestämts vara en färglös alkalisk vätska, med en genomträngande lukt och en brännande smak; har D0° 0,8626 och D19° 0,8438, brytningsindex n23°D 1,4505, och är högervridande, [α]19°D +15,7° (se relaterade kommentarer under avsnittet Specifik rotation nedan). L-(R)-koniin har [α]21°D 15° och liknar i övrigt dess D-isomer, men salterna har något olika smältpunkter; platinikloriden har smp. 160 °C (Löffler och Friedrich rapporterade 175 °C), aurikloriden smp. 59 °C.

### Löslighet
Koniin är svagt lösligt (1 på 90) i kallt vatten, mindre i varmt vatten, så att en klar kall lösning blir grumlig när den värms upp. Å andra sidan löses basen till cirka 25 procent av vatten vid rumstemperatur. Den blandar sig med alkohol i alla proportioner, är lättlöslig i eter och de flesta organiska lösningsmedel. Koniin löses i koldisulfid och bildar ett komplext tiokarbamat.

### Kristallisering
Koniin stelnar till en mjuk kristallin massa vid -2 °C. Det oxiderar långsamt i luften. Salterna kristalliserar väl och är lösliga i vatten eller alkohol. Hydrokloriden, B•HCl, kristalliserar från vatten i romber vid  220°C, [a]20°D +10,1°, hydrobromiden, i nålar vid 211 °C och D-syratartratet, B•C4H6O6•2 H2O, i rombiska kristaller vid 54 °C. Platinikloriden, (B•HCl)2•PtCl4•H2O, separeras från koncentrerad lösning som en olja, som stelnar till en massa av orangegula kristaller, vid 175°C (torr). Aurikloriden, B•HAuCl4, kristalliserar i vila vid 77°C. Pikraten bildar små gula nålar vid 75 °C, från varmvatten. Fällningen som erhålles av kaliumkadmiumjodidlösning är kristallin, vid 118 °C, medan den som ges av nikotin med detta reagens är amorf.

### Färgförändring
Koniin ger ingen färg med svavelsyra eller salpetersyra. Natriumnitroprussid ger en djupröd färg, som försvinner vid uppvärmning, men återkommer vid avkylning och ändras till blå eller violett av aldehyder.

### Specifik rotation
Den stereokemiska sammansättningen av "koniin" är en fråga av viss betydelse, eftersom dess två enantiomerer inte har identiska biologiska egenskaper och många av de äldre farmakologiska studierna av denna förening utfördes med den naturligt förekommande isomera blandningen. S-(+)-koniin har en specifik rotation, [α]D, på +8,4° (c = 4,0, i CHCl3). Dessa författare noterar att Ladenburgs värde, +15°, gäller för ett "prydligt", det vill säga outspätt, prov. Ett liknande högt värde på +16° för [α]D för "koniin" ges, utan uttrycklig källa, i The Merck Index. Värdet på +7,7° (c = 4,0, CHCl3) för syntetisk S-(+)-koniin och -7,9° (c = 0,5, CHCl3) för syntetisk R-(−)-koniin ges av andra kemister. Hydrokloridsalterna av (S)-(+)- och (R)-(−)-enantiomererna av koniin har värden på [α]D på +4,6° respektive -5,2° (c = 0,5, i metanol).